# Majengo (Tanga)
Majengo è una circoscrizione rurale (rural ward) della Tanzania situata nel distretto urbano di Tanga, regione di Tanga. Conta una popolazione di 7 290 abitanti (censimento 2022).